# Campeonato Mundial Júnior de Natação de 2022
O Campeonato Mundial Júnior de Natação de 2022 foi a 8ª edição do evento organizado pela Federação Internacional de Natação (FINA). A competição foi realizada entre os dias 30 de agosto a 4 de setembro de 2022 no Centro Aquático de Videna, em Lima, no Peru. Contou com a presença de 509 atletas de 87 nacionalidades, tendo como idade entre 14 a 17 anos feminino e 15 a 18 anos na categoria masculina.
Originalmente, a competição foi planejada para ocorrer de 24 a 29 de agosto de 2021, no entanto, a Pandemia de COVID-19 resultou em seu adiamento para 24 a 29 de agosto de 2022. Em abril de 2022, a FINA anunciou uma mudança de datas, bem como uma mudança de sede passando de Cazã na Rússia para Lima no Peru, devido a Invasão da Ucrânia pela Rússia em 2022. No mesmo mês a FINA anunciou que atletas da Bielo-Rússia e da Rússia não iriam participar do evento.

## Agenda
Um total de 42 provas foram disputadas durante os dias de competição.
| H | Eliminatórias | SF | Semifinal | F | Final |

| Data →          | Ter 30 | Ter 30 | Qua 31 | Qua 31 | Qui 1 | Qui 1 | Sex 2 | Sex 2 | Sáb 3 | Sáb 3 | Dom 4 | Dom 4 |
| Evento ↓        | M      | N      | M      | N      | M     | N     | M     | N     | M     | N     | M     | N     |
| --------------- | ------ | ------ | ------ | ------ | ----- | ----- | ----- | ----- | ----- | ----- | ----- | ----- |
| 50 m livre      |        |        |        |        | H     | SF    |       | F     |       |       |       |       |
| 100 m livre     |        |        |        |        |       |       |       |       | H     | SF    |       | F     |
| 200 m livre     |        |        | H      | F      |       |       |       |       |       |       |       |       |
| \|400 m livre   | H      | F      |        |        |       |       |       |       |       |       |       |       |
| 800 m livre     |        |        |        |        | H     | F     |       |       |       |       |       |       |
| \|1500 m livre  |        |        |        |        |       |       |       |       |       |       | H     | F     |
| 50 m costas     |        |        |        |        | H     | SF    |       | F     |       |       |       |       |
| 100 m costas    | H      | SF     |        | F      |       |       |       |       |       |       |       |       |
| 200 m costas    |        |        |        |        |       |       |       |       |       |       | H     | F     |
| 50 m peito      |        |        |        |        |       |       |       |       | H     | SF    |       | F     |
| 100 m peito     | H      | SF     |        | F      |       |       |       |       |       |       |       |       |
| 200 m peito     |        |        |        |        |       |       | H     | F     |       |       |       |       |
| 50 m borboleta  |        |        |        |        |       |       | H     | SF    |       | F     |       |       |
| 100 m borboleta |        |        | H      | SF     |       | F     |       |       |       |       |       |       |
| 200 m borboleta |        |        |        |        |       |       |       |       |       |       | H     | F     |
| 200 m medley    |        |        | H      | F      |       |       |       |       |       |       |       |       |
| 400 m medley    |        |        |        |        |       |       |       |       | H     | F     |       |       |
| 4×100 m livre   | H      | F      |        |        |       |       |       |       |       |       |       |       |
| 4×200 m livre   |        |        |        |        |       |       | H     | F     |       |       |       |       |
| 4×100 m medley  |        |        |        |        |       |       |       |       |       |       | H     | F     |

| Data →          | Ter 30 | Ter 30 | Qua 31 | Qua 31 | Qui 1 | Qui 1 | Sex 2 | Sex 2 | Sáb 3 | Sáb 3 | Dom 4 | Dom 4 |
| Evento ↓        | M      | N      | M      | N      | M     | N     | M     | N     | M     | N     | M     | N     |
| --------------- | ------ | ------ | ------ | ------ | ----- | ----- | ----- | ----- | ----- | ----- | ----- | ----- |
| 50 m livre      |        |        |        |        |       |       |       |       | H     | SF    |       | F     |
| 100 m livre     |        |        | H      | SF     |       | F     |       |       |       |       |       |       |
| 200 m livre     |        |        |        |        |       |       |       |       |       |       | H     | F     |
| 400 m livre     |        |        |        |        |       |       | H     | F     |       |       |       |       |
| 800 m livre     |        |        | H      | F      |       |       |       |       |       |       |       |       |
| 1500 m livre    |        |        |        |        |       |       |       |       | H     | F     |       |       |
| 50 m costas     |        |        |        |        |       |       | H     | SF    |       | F     |       |       |
| 100 m costas    | H      | SF     |        | F      |       |       |       |       |       |       |       |       |
| 200 m costas    |        |        |        |        | H     | F     |       |       |       |       |       |       |
| 50 m peito      | H      | SF     |        | F      |       |       |       |       |       |       |       |       |
| 100 m peito     |        |        |        |        | H     | SF    |       | F     |       |       |       |       |
| 200 m peito     |        |        |        |        |       |       |       |       |       |       | H     | F     |
| 50 m borboleta  |        |        |        |        | H     | SF    |       | F     |       |       |       |       |
| 100 m borboleta |        |        |        |        |       |       |       |       | H     | SF    |       | F     |
| 200 m borboleta |        |        | H      | F      |       |       |       |       |       |       |       |       |
| 200 m medley    |        |        |        |        |       |       | H     | F     |       |       |       |       |
| 400 m medley    | H      | F      |        |        |       |       |       |       |       |       |       |       |
| 4×100 m livre   |        |        |        |        |       |       |       |       | H     | F     |       |       |
| 4×200 m livre   | H      | F      |        |        |       |       |       |       |       |       |       |       |
| 4×100 m medley  |        |        |        |        |       |       |       |       |       |       | H     | F     |

| Data →         | Ter 30 | Ter 30 | Qua 31 | Qua 31 | Qui 1 | Qui 1 | Sex 2 | Sex 2 | Sáb 3 | Sáb 3 | Dom 4 | Dom 4 |
| Evento ↓       | M      | N      | M      | N      | M     | N     | M     | E     | M     | N     | M     | N     |
| -------------- | ------ | ------ | ------ | ------ | ----- | ----- | ----- | ----- | ----- | ----- | ----- | ----- |
| 4×100 m livre  |        |        |        |        | H     | F     |       |       |       |       |       |       |
| 4×100 m medley |        |        | H      | F      |       |       |       |       |       |       |       |       |

## Quadro de medalhas
A seguir o quadro final de medalhas. 
| Ordem | País          | Medalha de ouro | Medalha de prata | Medalha de bronze | Total |
| ----- | ------------- | --------------- | ---------------- | ----------------- | ----- |
| 1     | Japão         | 7               | 8                | 4                 | 19    |
| 2     | Hungria       | 7               | 7                | 0                 | 14    |
| 3     | Polónia       | 7               | 1                | 6                 | 14    |
| 4     | Roménia       | 4               | 2                | 2                 | 8     |
| 4     | Turquia       | 4               | 2                | 2                 | 8     |
| 6     | Espanha       | 3               | 1                | 2                 | 6     |
| 7     | Portugal      | 3               | 0                | 0                 | 3     |
| 8     | Itália        | 2               | 8                | 10                | 20    |
| 9     | Brasil        | 1               | 3                | 1                 | 5     |
| 9     | África do Sul | 1               | 3                | 1                 | 5     |
| 11    | Áustria       | 1               | 1                | 1                 | 3     |
| 11    | Croácia       | 1               | 1                | 1                 | 3     |
| 11    | Sérvia        | 1               | 1                | 1                 | 3     |
| 14    | Chéquia       | 1               | 0                | 1                 | 2     |
| 15    | Chipre        | 0               | 2                | 2                 | 4     |
| 15    | França        | 0               | 1                | 1                 | 2     |
| 17    | Dinamarca     | 0               | 0                | 2                 | 2     |
| 18    | Grécia        | 0               | 0                | 1                 | 1     |
| 18    | Hong Kong     | 0               | 0                | 1                 | 1     |
| 18    | Lituânia      | 0               | 0                | 1                 | 1     |
| 18    | Eslováquia    | 0               | 0                | 1                 | 1     |
| 18    | Coreia do Sul | 0               | 0                | 1                 | 1     |
| Total | Total         | 42              | 42               | 42                | 126   |

## Medalhistas
Esses foram os resultados da competição. 

### Masculino
| Evento         | Ouro | Ouro      | Prata | Prata    | Bronze | Bronze   |
| -------------- | --- | --------- | --- | -------- | --- | -------- |
| Livre          | |           | |          | |          |
| 50 m           | Diogo Ribeiro · Portugal | 21.92     | Nikolas Antoniou · Chipre                                                                                          | 22.51    | Jere Hribar · Croácia | 22.55    |
| 100 m          | David Popovici · Roménia | 47.13     | Jere Hribar · Croácia                                                                                              | 49.37    | Nikolas Antoniou · Chipre | 49.91    |
| 200 m          | David Popovici · Roménia | 1:46.18   | Dániel Mészáros · Hungria                                                                                          | 1:48.98  | Filippo Bertoni · Itália | 1:49.05  |
| 400 m          | Stephan Steverink · Brasil | 3:48.27   | Vlad Stancu · Roménia                                                                                              | 3:48.38  | Krzysztof Chmielewski · Polónia | 3:49.34  |
| 800 m          | Carlos Garach · Espanha | 7:52.73   | Batuhan Filiz · Turquia                                                                                            | 7:55.61  | Vlad Stancu · Roménia | 7:56.14  |
| 1500 m         | Carlos Garach · Espanha | 15:08.14  | László Gálicz · Hungria                                                                                            | 15:12.71 | Vlad Stancu · Roménia | 15:17.97 |
| Costas         | |           | |          | |          |
| 50 m           | Ksawery Masiuk · Polónia | 24.44 ,   | Pieter Coetze · África do Sul                                                                                      | 24.61    | Miroslav Knedla · Chéquia | 25.18    |
| 100 m          | Ksawery Masiuk · Polónia | 52.91     | Pieter Coetze · África do Sul                                                                                      | 52.99    | Miroslav Knedla · Chéquia | 55.08    |
| 200 m          | Pieter Coetze · África do Sul | 1:56.05   | Hidekazu Takehara · Japão                                                                                          | 1:58.22  | Ksawery Masiuk · Polónia | 1:58.55  |
| Peito          | |           | |          | |          |
| 50 m           | Uroš Živanović · Sérvia | 27.70     | Alex Sabattani · Itália                                                                                            | 28.21    | Luka Mladenovic · Áustria | 28.32    |
| 100 m          | Luka Mladenovic · Áustria | 1:01.30   | Uroš Živanović · Sérvia                                                                                            | 1:01.64  | Filip Urbański · Polónia | 1:02.80  |
| 200 m          | Asahi Kawashima · Japão | 2:12.61   | Luka Mladenovic · Áustria                                                                                          | 2:12.94  | Adam Mak · Hong Kong | 2:13.90  |
| Borboleta      | |           | |          | |          |
| 50 m           | Diogo Ribeiro · Portugal | 22.96 WJ, | Daniel Gracík · Chéquia                                                                                            | 23.46    | Casper Puggaard · Dinamarca | 23.96    |
| 100 m          | Diogo Ribeiro · Portugal | 52.03     | Daniel Gracík · Chéquia                                                                                            | 52.51    | Casper Puggaard · Dinamarca | 52.94    |
| 200 m          | Krzysztof Chmielewski · Polónia | 1:55.78   | Michał Chmielewski · Polónia                                                                                       | 1:57.69  | Ei Kamikawabata · Japão | 1:58.37  |
| Medley         | |           | |          | |          |
| 200 m          | Sanberk Yiğit Oktar · Turquia | 1:59.89   | Tomoyuki Matsushita · Japão                                                                                        | 2:00.89  | Yuta Watanabe · Japão | 2:01.39  |
| 400 m          | Riku Yamaguchi · Japão | 4:14.88   | Stephan Steverink · Brasil                                                                                         | 4:17.68  | Vasileios Sofikitis · Grécia | 4:19.60  |
| Revezamento    | |           | |          | |          |
| 4×100 m livre  | Roménia · David Popovici (47.07) · Alexandru Constantinescu (51.17) · Ștefan Cozma (51.10) · Patrick Dinu (49.50)                                                                          | 3:18.84   | França · Benjamin Chateigner (50.41) · Nans Mazellier (49.48) · Cédric Gabali (50.26) · Mattéo Robba (50.14)       | 3:20.29  | Lituânia · Daniil Pancerevas (49.99) · Kiril Stepanov (50.81) · Tomas Lukminas (49.96) · Rokas Jazdauskas (49.65)                            | 3:20.41  |
| 4×200 m livre  | Itália · Alessandro Ragaini (1:49.05) · Simone Spediacci (1:49.59) · Massimo Chiaroni (1:49.90) · Filippo Bertoni (1:48.54) · Francesco Lazzari[a]                                         | 7:17.08   | Hungria · Zsombor Bujdosó (1:51.44) · Benedek Bóna (1:48.74) · Attila Kovács (1:49.36) · Dániel Mészáros (1:48.01) | 7:17.55  | Polónia · Ksawery Masiuk (1:48.93) · Krzysztof Matuszewski (1:50.55) · Adam Zdybel (1:50.34) · Jakub Walter (1:50.11) · Michał Pruszyński[a] | 7:19.93  |
| 4×100 m medley | Polónia · Ksawery Masiuk (53.46) · Filip Urbański (1:02.40) · Michał Chmielewski (53.87) · Krzysztof Matuszewski (50.44) · Filip Kosiński[a] · Krzysztof Chmielewski[a] · Szymon Misiak[a] | 3:40.17   | África do Sul · Pieter Coetze (53.66) · Kian Keylock (1:04.00) · Jarden Eaton (54.88) · Luca Holtzhausen (50.41)   | 3:42.95  | França · Simon Clusman (55.78) · Nans Mazellier (1:04.17) · Yohan Airaud (53.31) · Mattéo Robba (50.42)                                      | 3:43.68  |

a  Nadadores que participaram apenas das baterias e receberam medalhas.

### Feminino
| Evento         | Ouro | Ouro     | Prata | Prata    | Bronze | Bronze   |
| -------------- | --- | -------- | --- | -------- | --- | -------- |
| Livre          | |          | |          | |          |
| 50 m           | Bianca Costea · Roménia | 25.35    | Sara Curtis · Itália | 25.53    | Matilde Biagiotti · Itália | 25.60    |
| 100 m          | Nikolett Pádár · Hungria                                                                                                   | 55.11    | Matilde Biagiotti · Itália | 55.56    | Marina Cacciapuoti · Itália | 55.92    |
| 200 m          | Nikolett Pádár · Hungria                                                                                                   | 1:58.19  | Lilla Minna Ábrahám · Hungria | 1:58.23  | Giulia Vetrano · Itália | 1:59.54  |
| 400 m          | Merve Tuncel · Turquia | 4:10.29  | Ruka Takezawa · Japão | 4:11.83  | Giulia Vetrano · Itália | 4:11.86  |
| 800 m          | Merve Tuncel · Turquia | 8:30.00  | Ruka Takezawa · Japão | 8:36.80  | Carla Carrón · Espanha | 8:42.88  |
| 1500 m         | Merve Tuncel · Turquia | 16:15.95 | Ruka Takezawa · Japão | 16:24.61 | Niko Aoki · Japão | 16:30.74 |
| Costas         | |          | |          | |          |
| 50 m           | Lora Komoróczy · Hungria                                                                                                   | 28.51    | Aimi Nagaoka · Japão | 28.70    | Sara Curtis · Itália | 28.93    |
| 100 m          | Dóra Molnár · Hungria | 1:01.44  | Aimi Nagaoka · Japão | 1:01.45  | Chiaki Yamamoto · Japão | 1:02.10  |
| 200 m          | Yuzuki Mizuno · Japão | 2:09.79  | Dóra Molnár · Hungria | 2:09.80  | Laura Bernat · Polónia | 2:11.09  |
| Peito          | |          | |          | |          |
| 50 m           | Karolina Piechowicz · Polónia                                                                                              | 31.55    | María Ramos · Espanha | 31.68    | Irene Mati · Itália | 31.96    |
| 100 m          | Karolina Piechowicz · Polónia                                                                                              | 1:08.73  | Irene Mati · Itália | 1:08.94  | Martina Bukvić · Sérvia | 1:09.27  |
| 200 m          | Emma Carrasco · Espanha | 2:26.93  | Yumeno Kusuda · Japão | 2:29.62  | Defne Coşkun · Turquia | 2:29.85  |
| Borboleta      | |          | |          | |          |
| 50 m           | Jana Pavalić · Croácia | 26.38    | Beatriz Bezerra · Brasil | 26.67    | Lillian Slušná · Eslováquia | 27.04    |
| 100 m          | Mizuki Hirai · Japão | 59.53    | Beatriz Bezerra · Brasil | 59.69    | Yang Ha-jung Coreia do Sul | 1:00.10  |
| 200 m          | Anna Porcari · Itália | 2:12.00  | Mehlika Kuzeh Yalçın · Turquia | 2:13.23  | Paola Borrelli · Itália | 2:13.36  |
| Medley         | |          | |          | |          |
| 200 m          | Mio Narita · Japão | 2:11.68  | Lilla Minna Ábrahám · Hungria | 2:13.45  | Emma Carrasco · Espanha | 2:13.74  |
| 400 m          | Mio Narita · Japão | 4:37.78  | Lilla Minna Ábrahám · Hungria | 4:44.19  | Giulia Vetrano · Itália | 4:44.29  |
| Revezamento    | |          | |          | |          |
| 4×100 m livre  | Hungria · Lilla Minna Ábrahám (55.59) · Nikolett Pádár (54.90) · Lili Gyurinovics (56.39) · Dóra Molnár (55.06)            | 3:41.94  | Itália · Veronica Quaggio (57.08) · Marina Cacciapuoti (55.55) · Giulia Vetrano (55.92) · Matilde Biagiotti (55.23) · Irene Mati[b]                  | 3:43.78  | Brasil · Celine Bispo (57.43) · Beatriz Bezerra (56.84) · Sophia Coleta (58.35) · Rafaela Sumida (57.51) · Joice Rocha[b]                    | 3:50.13  |
| 4×200 m livre  | Hungria · Nikolett Pádár (1:58.37) · Dóra Molnár (2:02.40) · Lili Gyurinovics (2:01.51) · Lilla Minna Ábrahám (2:02.42)    | 8:04.70  | Itália · Matilde Biagiotti (2:00.24) · Giulia Vetrano (2:01.59) · Veronica Quaggio (2:04.61) · Anna Porcari (2:02.15)                                | 8:08.59  | Turquia · Merve Tuncel (2:01.98) · Mehlika Kuzeh Yalçın (2:05.52) · Defne Tanığ (2:07.19) · Belis Şakar (2:06.06) · Sevim Eylül Süpürgeci[b] | 8:20.75  |
| 4×100 m medley | Japão · Yuzuki Mizuno (1:01.24) · Yumeno Kusuda (1:09.88) · Mizuki Hirai (59.15) · Mio Narita (56.17) · Chiaki Yamamoto[b] | 4:06.44  | Itália · Sara Curtis (1:03.14) · Irene Mati (1:08.74) · Paola Borrelli (59.78) · Matilde Biagiotti (55.25) · Anna Porcari[b] · Marina Cacciapuoti[b] | 4:06.91  | Polónia · Laura Bernat (1:02.08) · Karolina Piechowicz (1:09.19) · Paulina Cierpiałowska (1:00.22) · Julia Kulik (56.73)                     | 4:08.22  |

b  Nadadores que participaram apenas das baterias e receberam medalhas.

### Misto
| Evento         | Ouro | Ouro    | Prata | Prata   | Bronze | Bronze  |
| -------------- | --- | ------- | --- | ------- | --- | ------- |
| Revezamento    | |         | |         | |         |
| 4×100 m livre  | Hungria · Dániel Mészáros (50.79) · Benedek Bóna (49.46) · Nikolett Pádár (54.41) · Dóra Molnár (55.37) · Boldizsár Magda[c] · Lili Gyurinovics[c] · Lilla Minna Ábrahám[c]                                     | 3:30.03 | Roménia · David Popovici (47.23) · Patrick Dinu (50.17) · Bianca Costea (56.87) · Rebecca Diaconescu (56.12)                                                             | 3:30.39 | Itália · Francesco Lazzari (50.53) · Elia Codardini (50.80) · Marina Cacciapuoti (56.21) · Matilde Biagiotti (55.00) · Massimo Chiarioni[c] · Veronica Quaggio[c] · Anna Pocari[c] | 3:32.54 |
| 4×100 m medley | Polónia · Ksawery Masiuk (53.52) · Karolina Piechowicz (1:08.95) · Krzysztof Chmielewski (53.31) · Paulina Cierpiałowska (56.22) · Laura Bernat[c] · Filip Urbański[c] · Michał Chmielewski[c] · Julia Kulik[c] | 3:52.00 | Itália · Sara Curtis (1:03.19) · Irene Mati (1:08.79) · Elia Codardini (54.07) · Francesco Lazzari (49.53) · Alex Sabattani[c] · Paolo Borrelli[c] · Veronica Quaggio[c] | 3:55.58 | África do Sul · Pieter Coetze (53.31) · Kian Keylock (1:04.31) · Jessica Thompson (1:02.73) · Jessica Carmody (58.23) · Hannah Mouton[c]                                           | 3:58.58 |

c  Nadadores que participaram apenas das baterias e receberam medalhas.

## Participantes
Participaram do campeonato 509 nadadores de 87 nacionalidades. 
| 1. Angola (5) 2. Antígua e Barbuda (5) 3. Argentina (8) 4. Aruba (5) 5. Áustria (2) 6. Bahamas (6) 7. Barbados (3) 8. Bolívia (11) 9. Brasil (20) 10. Chile (5) 11. Taipé Chinesa (8) 12. Colômbia (6) 13. Costa Rica (6) 14. Croácia (2) 15. Curaçau (3) 16. Chipre (1) 17. Chéquia (6) 18. Dinamarca (1) 19. República Dominicana (12) 20. Equador (7) 21. El Salvador (11) 22. Estados Federados da Micronésia (1) 23. França (7) 24. Gana (7) 25. Grécia (2) 26. Granada (3) 27. Guatemala (4) 28. Guiana (3) 29. Haiti (1) | 1. Hong Kong (7) 2. Honduras (13) 3. Hungria (15) 4. Índia (6) 5. Itália (16) 6. Jamaica (7) 7. Japão (17) 8. Jordânia (3) 9. Quênia (2) 10. Letônia (2) 11. Líbano (1) 12. Lituânia (6) 13. Madagáscar (1) 14. Malawi (1) 15. Malásia (2) 16. Maldivas (3) 17. México (8) 18. Mongólia (4) 19. Marrocos (4) 20. Moçambique (2) 21. Namíbia (3) 22. Nepal (3) 23. Nigéria (5) 24. Marianas Setentrionais (2) 25. Paquistão (8) 26. Palau (4) 27. Paraguai (12) 28. Peru (20) 29. Filipinas (8) | 1. Polónia (15) 2. Portugal (1) 3. Porto Rico (4) 4. Roménia (9) 5. Santa Lúcia (4) 6. São Vicente e Granadinas (1) 7. Sérvia (5) 8. Seicheles (4) 9. Serra Leoa (1) 10. Eslováquia (8) 11. África do Sul (26) 12. Coreia do Sul (12) 13. Espanha (9) 14. Sri Lanka (1) 15. Sudão (3) 16. Suriname (4) 17. Federação de membros suspensos (2) 18. Tanzânia (7) 19. Togo (3) 20. Trinidad e Tobago (1) 21. Tunísia (1) 22. Turquia (15) 23. Turcas e Caicos (3) 24. Uganda (4) 25. Ilhas Virgens Americanas (5) 26. Uruguai (10) 27. Venezuela (2) 28. Zâmbia (2) 29. Zimbabwe (1) |

Legenda
| Recorde mundial       | Recorde mundial (World record)               |                       | Recorde africano                      | Recorde africano (African) |                                           | Q | Classificado por posição (Qualified) |
| Recorde do campeonato | Recorde do campeonato (Championship record)  | Recorde da América    | Recorde da América (Americas)         | q                          | Classificado por melhor tempo (Qualified) |   |                                      |
| Melhor marca do ano   | Melhor marca do ano (World leading)          | Recorde asiático      | Recorde asiático (Asian)              | DNS                        | Não largou (Did not start)                |   |                                      |
| Recorde nacional      | Recorde nacional (National record)           | Recorde europeu       | Recorde europeu (European)            | DNF                        | Não terminou (Did not finish)             |   |                                      |
| Recorde pessoal       | Recorde pessoal do atleta (Personal best)    | Recorde da Oceania    | Recorde da Oceania (Oceania)          | DSQ / DQ                   | Desclassificado (Disqualified)            |   |                                      |
| Recorde da temporada  | Recorde da temporada do atleta (Season best) | Recorde sul-americano | Recorde sul-americano (South America) | NM                         | Sem marca (No mark)                       |   |                                      |